# Милютины
Милю́тины  — графский и дворянский род.

## Происхождение и история рода
Происходит от Дементия, Дружинина сына, служившего при царе Михаиле Фёдоровиче. Его сын Яков († в 1688 г.) служил у государевых рыбных промыслов и поставлял рыбу из Астрахани и Нижнего Новгорода к царскому двору. Григорий Дементьевич Милютин был ротмистром, Иван Дементьевич служил в гусарах и убит в 1656 г. под Смоленском. Сын Якова,  Алексей, в 1714 г. основал шёлковую, позументную и парчовую фабрику, а в 1735 г. выстроил торговые здания на Невском проспекте в СПб. (Милютин ряд).
От его брата Андрея произошли в третьем поколении Владимир, Дмитрий и Николай Алексеевичи Милютины. Единственный сын графа Дмитрия Алексеевича, гр.  Алексей Дмитриевич , генерал-майор и курский губернатор. Род Милютиных внесён в родословную книгу Московской губернии.

## Представители рода
- Дмитрий Алексеевич Милютин (1816—1912) — граф, фельдмаршал, военный министр и государственный деятель.
  - Милютин, Алексей Дмитриевич (1845—1904) — генерал-лейтенант, в 1892—1902 гг. курский губернатор.
- Милютин, Николай Алексеевич (1818—1872) — государственный деятель Российской империи, один из главных разработчиков Крестьянской реформы 1861 года; тайный советник, сенатор, статс-секретарь, член Государственного совета.
  - Милютин, Юрий Николаевич (1856—1912) — российский политик, общественный деятель и журналист. Один из основателей и лидеров партии «Союз 17 октября».
- Милютин, Владимир Алексеевич (1826—1855) — учёный-экономист, публицист, историк.
- Борис Алексеевич Милютин (1831—1886) — российский военный юрист и писатель; действительный статский советник.